# روبرت إس. ألين
روبرت إس. ألين (بالإنجليزية: Robert S. Allen) هو صحفي أمريكي، ولد في 14 يوليو 1900 في Latonia, Covington ‏ في الولايات المتحدة، وتوفي في 23 فبراير 1981 في واشنطن العاصمة في الولايات المتحدة.

## وصلات خارجية
- روبرت إس. ألين على موقع الموسوعة البريطانية (الإنجليزية)